# 基希施拉格 (奥地利)
基希施拉格（德語：Kirchschlag）是奥地利下奥地利州茨韦特尔县的一个市镇。总面积29.28平方公里，总人口702人，人口密度24.0人/平方公里（2005年）。